# Saint-Aubin-des-Chaumes
Saint-Aubin-des-Chaumes – miejscowość i gmina we Francji, w regionie Burgundia-Franche-Comté, w departamencie Nièvre.
Według danych na rok 1990 gminę zamieszkiwało 98 osób, a gęstość zaludnienia wynosiła 9 osób/km² (wśród 2044 gmin Burgundii Saint-Aubin-des-Chaumes plasuje się na 812. miejscu pod względem liczby ludności, natomiast pod względem powierzchni na miejscu 868.).